# Scout-In
De Scout-In is een tweejaarlijks weekendevenement voor vrijwilligers van Scouting Nederland. Het weekend bestaat uit een vakbeurs en informatiemarkt die zich richt op leiding, bestuursleden en andere vrijwilligers van de landelijke scoutingbeweging. Het evenement stelt zich ten doel om deelnemers ideeën te laten opdoen voor hun eigen groep en daarbuiten. Overdag worden er trainingen gegeven, zijn er presentaties van verschillende organisaties en kan er deelgenomen worden aan activiteiten. 's Avonds is er ruimte voor ontmoeting en worden er feesten georganiseerd.

## Geschiedenis
In 1974, een jaar nadat de verschillende padvinder- en verkennerijbewegingen in Nederland tot Scouting Nederland waren gefuseerd, kwamen zo'n 7.000 leiders en leidsters in Ommen bijeen voor de eerste Scout-In. Het evenement werd niet gehouden op een van de Ommense scoutingterreinen, zoals Gilwell Ada's Hoeve, maar op de niet aan scouting gelieerde camping "De Besthmenerberg". Naar verluidt was dit omdat de scoutingterreinen in Ommen een te kleine capaciteit hadden om rond de tienduizend scouts op één plek te kunnen samenbrengen. Het programma van de eerste editie bestond onder meer uit muziek, toneel en dans, een markt om kennis op te doen, en een kerkdienst. Ook werd de aftrap gegeven voor een project "Help een scout-woud planten", waarmee men van plan was om binnen drie maanden 95.000 gulden bijeen te brengen, om daarmee een scouting-bos te planten in Nationaal Park Veluwezoom. Vereniging Natuurmonumenten had er al een strook grond voor ter beschikking gesteld. Het bos moest een omvang van 95.000 bomen gaan krijgen, net zoveel bomen als er op dat moment scoutingleden waren. Na een uitstapje naar Weert in 1976 kwam het evenement in 1977 terug naar Ommen, waar de opening dat jaar werd uitgevoerd door de kleinzoon van Robert Baden-Powell, de oprichter van de wereldwijde scoutingbeweging. Ook de vijf edities die erop volgden, zouden plaatshebben in Ommen. De editie van 1981 stond in het teken van het helpen van kinderen van gastarbeiders. In 1987 was de Scout-In de aftrap voor een landelijk project waarin scoutinggroepen in Noord-Jemen werden geholpen bij het bouwen van 300 waterpunten. Ook zorgden de Nederlandse Spoorwegen dat jaar voor een geïmproviseerd tijdelijk treinstation in Ommen, om de zo'n 7.000 deelnemers aan de Scout-In makkelijk van en naar het evenement te brengen.
Na enkele edities op het evenemententerrein van Walibi Holland in Dronten, waar in 1995 ook de Wereldjamboree werd gehouden, vond het evenement vanaf 2003 plaats op Landgoed Velder in het Brabantse Liempde. Even dreigde de gemeente Boxtel in 2007 roet in het eten te gooien vanwege een nieuw bestemmingsplan voor het Landgoed Velder. De editie van 2007, waarbij onder meer EliZe en Ali B optraden, leek daarmee even de laatste editie in Liempde te worden, maar uiteindelijk zouden er nog drie edities op het Brabantse landgoed volgen. De Scout-In van 2009 vormde de aftrap van de activiteiten rond het 100-jarig bestaan van de scoutingbeweging in Nederland. Máxima Zorreguieta bracht een bezoek aan de Scout-In in haar functie als beschermvrouwe van de Nederlandse tak van de scoutingbeweging. In 2015 werd de Scout-In in Zeewolde georganiseerd, en was daarmee het eerste evenement op het nieuw door Scouting Nederland aangekochte evenemententerrein. De editie van 2021 werd afgeblazen vanwege de coronapandemie, en ook die van 2023 ging niet door.

## Edities
De Scout-In is in de loop der jaren op verschillende locaties georganiseerd, met elk jaar een eigen thema.
| Jaar | Locatie                                  | Thema                           |
| ---- | ---------------------------------------- | ------------------------------- |
| 1974 | Camping "De Besthmenerberg", Ommen       | Kijk Uit                        |
| 1976 | Weert                                    | Samen doorgaan                  |
| 1977 | Camping "De Besthmenerberg", Ommen       | Tot je dienst                   |
| 1979 | Camping "De Besthmenerberg", Ommen       | Mensenkinderen                  |
| 1981 | Camping "De Besthmenerberg", Ommen       | Zet je in, speel mee            |
| 1983 | Camping "De Besthmenerberg", Ommen       | Grenzeloos                      |
| 1985 | Camping "De Besthmenerberg", Ommen       | Het avontuur tegemoet           |
| 1987 | Camping "De Besthmenerberg", Ommen       | 'n wereldwijd avontuur          |
| 1990 | Evenemententerrein Walibi World, Dronten | Pioneren aan de toekomst        |
| 1992 | Evenemententerrein Walibi World, Dronten | Net even wat meer...            |
| 1995 | Evenemententerrein Walibi World, Dronten | Jamboree-inn                    |
| 1997 | Evenemententerrein Walibi World, Dronten | Weten wat je wilt               |
| 1999 | Vakantiecentrum "Besthmenerberg", Ommen  | Absolutely Anders               |
| 2003 | Landgoed Velder, Liempde                 | Natuurlijk Scouting             |
| 2005 | Landgoed Velder, Liempde                 | Ik, jij, wij... samen Scouting! |
| 2007 | Landgoed Velder, Liempde                 | Bouwen aan je toekomst!         |
| 2009 | Landgoed Velder, Liempde                 | Be there to be there            |
| 2011 | Landgoed Velder, Liempde                 | Grow2continue!                  |
| 2013 | Landgoed Velder, Liempde                 | Daagt je uit!                   |
| 2015 | Scoutinglandgoed Zeewolde                | Level Up!                       |
| 2017 | Scoutinglandgoed Zeewolde                | Opposites Attract               |
| 2019 | Scoutinglandgoed Zeewolde                | Wild Ones                       |
| 2025 | Scoutinglandgoed Zeewolde                | ... to the Future!              |